# Storie della preistoria
Storie della preistoria è una raccolta di racconti di Alberto Moravia, pubblicata per la prima volta da Bompiani nel 1982.
È una raccolta di 24 racconti brevi che hanno per protagonisti animali umanizzati che vivono in un'ipotetica preistoria. Il libro è nato per essere rivolto ai ragazzi, ma grazie all'umanizzazione degli animali, o forse all'"animalizzazione" degli umani, non manca di analizzare con sottile ironia comportamenti, pregi e difetti tipici degli esseri umani.

## Genesi dell'opera
La fonte d'ispirazione per molti dei racconti delle Storie della preistoria è stata riconosciuta nell'osservazione della natura africana e degli animali che la popolano, cosa che l'autore poté effettuare negli anni Sessanta-Settanta in occasione di ripetuti viaggi in quel continente, sui quali scrisse poi dei reportage per il Corriere della Sera. In questo modo poté realizzare quella che era da tempo una sua aspirazione, cioè scrivere un'opera letteraria per ragazzi.

## Storia editoriale
Le prime Tre storie della preistoria (Unicorno e Rino Ceronte, Il salto di Dino Sauro e Le corna di Cam Mello) furono pubblicate nel 1977 dalle Emme Edizioni di Milano in un volume di grande formato con illustrazioni a colori di Flaminia Siciliano. Negli anni successivi sarebbero seguiti altri racconti, pubblicati prima sul Corriere della Sera, poi (alcuni di loro) in raccolte parziali. Furono raccolti in volume nel 1982, ancora illustrati dalla Siciliano, con il titolo definitivo Storie della preistoria. Seguirono molte altre edizioni, anche scolastiche, e traduzioni in varie lingue.

## Racconti contenuti

### Cocco Drillo, A. Vocetta e i pesci ballerini
Rimasto orfano di madre, Cocco Drillo non fu più imboccato di pesce ad ogni pasto, e A. Vocetta, che si nutriva dei suoi avanzi di cibo tra dente e dente, lo esortò a trovare un nuovo sistema d'approvvigionamento. Cocco Drillo aprì allora una balera per pesci sulla sua grande bocca, ma al momento di chiuderla fu bloccato da un sasso sistemato dallo scaltro Sto Rione, e i pesci scapparono. Da allora piange pensando al lauto pasto mancato.

### Quando Ba Lena era tanto piccola
Un tempo Ba Lena era un piccolissimo animale acquatico di un piccolo lago. Fu catturata da Ci Cogna che, impietosita dalle sue parole, la lasciò andare. Ba Lena arrivò al mare e dedicò tutte le sue energie a ingrossarsi; quando si stancò della sua nuova vita non riuscì più a tornare come prima, tanto più che le sue zampe si erano trasformate in pinne.

### Una bella formica vale un imperatore
Le formiche incoronarono For Michiere come loro "superimperatore", sperando che così non volesse più mangiare coloro che erano diventati i suoi sudditi. Tuttavia, imboccato da For Mica Le One, non riuscì a trattenersi dal mangiare i suoi ministri e i suoi soldati, restando così senza nessuno su cui regnare.

### Quando i pensieri gelavano nell'aria
Un tempo al Polo faceva così freddo che i pensieri gelavano nell'aria, e tutti potevano vederli. An Guilla consigliò a Tri Checo, infastidito da questo fatto, di recarsi al Tro Pico, dove questo inconveniente non c'era. Tuttavia, dopo essersi reso conto che al Tro Pico si pensa una cosa e se ne dice un'altra (cosa che costò la vita ad An Guilla, lusingata da un pescatore A Fricano), tornò a casa, rassegnandosi a un'esistenza solitaria.

### Povero Pin Guinone che crede al ghiaccio
Pin Guinone era un professore di geografia che credeva fermamente che il ghiaccio fosse eterno e indistruttibile. Un giorno la lastra su cui sorgeva la sua casa si staccò dalla banchisa e andò alla deriva come iceberg, sciogliendosi progressivamente. Dopo aver fatto ritorno a nuoto con i suoi famigliari, si mise a insegnare ai suoi allievi che il ghiaccio non è eterno.

### Gi Raffa cerca se stessa
Gi Raffa non aveva mai visto la propria immagine allo specchio, né conosceva i suoi simili, perché rimasta orfana in tenerissima età, e per questo aveva fatto su di sé delle idee sbagliate, come quelle di essere piccolissima o di essere un Le One. Quando finalmente vide delle altre Gi Raffe, non riuscì a sapere se fosse uguale a loro perché nello stagno in cui voleva specchiarsi c'era Cocco Drillo.

### Non conviene amare una cicognina
Barba Gianni era un vecchio rapace che viveva in una grotta con un servitore di nome Pipi Strello. Un giorno, con riluttanza diede ospitalità a una Ci Cognina lasciata indietro dal suo stormo durante la migrazione e se ne innamorò. Ci Cognina però preferiva la compagnia di un suo simile, con il quale produsse una covata. Quando per loro arrivò il tempo di migrare, Barba Gianni, spronato da Pipi Strello, inizialmente li seguì, ma poi, resosi conto di non avere le forze per volare tanto a lungo, tornò alla sua spelonca.

### Un buon matrimonio comincia dal naso
Mara Bu era un uccello dalla fama di grande saggio, che per i suoi preziosi consigli si faceva pagare con carogne da mangiare. Scià Callino si rivolse a lui per un problema sentimentale: la sua amata Gi Raffina lo respingeva a causa del suo cattivo odore. Mara Bu lo esortò a dimenticare Gi Raffina e fece in modo che si accasasse con I Ena. Ma quando Scià Callino rivede la sua vecchia fiamma, emette un guaito lamentoso.

### Diluvio, fine del mondo eccetera...
Pah-dreh-ther-noh, stancatosi del mondo che aveva creato, mandò il Diluvio Universale per distruggerlò, poi creò i pesci per ripopolarlo. Questi però si stancarono di vivere tutti nell'acqua e chiesero che il sole ne facesse evaporare una parte, cosa che Pah-dreh-ther-noh concesse, così una parte degli animali iniziò a popolare le terre emerse. Gli Huoh-mih-nih poi si lamentarono di avere freddo (a causa della loro nudità) e chiesero che il sole aumentasse ancora il suo calore, cosa che ottennero e che produsse i deserti. Successivamente, approfittando di un'assenza di Pah-dreh-ther-noh, impostarono la potenza del sole al valore massimo e provocarono la combustione completa della Terra. Pah-dreh-ther-noh mandò allora un nuovo diluvio e il ciclo ricominciò.

### Senza pantaloni senza comunicazione
Can Guro vide un Uoh Moh che ne ammazzava un altro per il possesso di un mucchio di pietre e si propose di scambiarne uno con un paio di pantaloni. Cerco Piteco e Pappa Gallo gli fecero però presente che per concludere l'affare sarebbe stato necessario comunicare con gli Uoh Mini tramite "il Gesto" e "la Parola" e si offrirono di aiutarlo. Giunti nella capanna di un cercatore d'oro, Can Guro scaricò un mucchio di pietrame, dopodiché Pappa Gallo vomitò una serie d'improperi e Cerco Piteco fece un gesto di scherno. I tre animali ricevettero solo delle botte.

### I sogni della mamma producono mostri
Madre Na Tura generava nuove creature mentre sognava. I Maia Lini si lamentarono con lei della comparsa dei Cin Ghiali, che li angariavano. Madre Na Tura allora sognò un uomo e una donna: i Maia Lini furono inizialmente contenti di questi nuovi esseri, che chiamavano "Maia Lini a due gambe", che li portavano in confortevoli capannoni lontani dai Cin Ghiali e li nutrivano a sazietà, ma cambiarono idea quando scoprirono che lo facevano per mangiarseli. Stavolta però Madre Na Tura non intervenne ulteriormente ma si limitò ad abbracciare un Maia Lino durante il sonno.

### I bravi pompieri morti di sonno
Il corpo dei pompieri di una foresta brasiliana era comandato da Bra Dipo e comprendeva altri animali propensi alla pigrizia. Una notte Bra Dipo venne avvertito che era scoppiato un incendio nel resort di "Sogni Beati"; quando però, dopo giorni e giorni di cammino intervallati da lunghe dormite, vi giunse con la sua squadra, trovò che al posto del centro turistico era stata costruita un'enorme struttura simile a un carcere, senza che nessuno potesse dargli spiegazioni. 

### Secondo corrente sul fiume Zaire
Go Rillino fu esortato dal padre, in punto di morte, a seguire sempre la corrente per trovarsi bene. Si diresse allora verso il fiume Zaire e salì su una zattera di Pig Mei, che se la spassavano per tutto il tempo. La zattera però andò in pezzi contro gli scogli delle rapide; Go Rillino si aggrappò a un tronco e giunse fino al mare, dove fu raccolto da una nave inglese che poi, risalendo il Tamigi, approdò a Londra. Go Rillino finì in una gabbia dello zoo ed ebbe modo di rimuginare sulla lezione di suo padre.

### Quegli scioperati di  Ah Dah Moh ed Eh Vah
Geh Oh Vah, sentendosi solo, invitò nel suo giardino di Eh Dehn una coppia di giovani, Ah Dah Moh ed Eh Vah, che però si rivelarono due scioperati. Ser Pente gli si offrì, in cambio di un cestino di fichi di cui era ghiotto, di creare un pretesto per scacciarli, invitandoli a mangiare una mela senza permesso. Volendo però risparmiarsi il viaggio fino a Eh Dehn, delegò il compito ad An Guilla, che invitò la coppia umana a fare "una scorpacciata". Ah Dah Moh ed Eh Vah, prendendola in parola, mangiarono tutto quello che trovarono in Eh Dehn, non lasciandovi più nulla di commestibile e suscitando le ire di Geh Oh Vah.

### Cer Nia e Cin Ghiale, amore bugiardo
Quando tra gli animali regnava la concordia, era normale che sbocciassero amori tra esemplari di specie diverse, come tra Cin Ghiale e Cer Nia, nonostante uno vivesse sulla terra e l'altra nell'acqua; tuttavia, la differenza tra i rispettivi habitat costituiva un intralcio al proseguimento del loro rapprto. Cin Ghiale si rivolse a Pesca Tore perché portasse da lui Cer Nia, mentre questa fece una richiesta analoga a Caccia Tore. Presi in trappola o nella rete, si resero conto di essere troppo diversi e si lasciarono. Un giorno furono riuniti finendo insieme sulla tavola della famiglia Tore. 

### Come Cama Leonte diventò verde, lilla, blu...
Cama Leonte era innamorata di Porco Spino, che però non era dello stesso avviso e rimaneva appallottolato, rifiutandosi di comunicare con lei. Lo stregone O. Racolo le propose allora di sfogliarlo, una spina dietro l'altra, come si fa coi petali delle margherite, per capire se era innamorato o no; quando però ebbe finito di togliergli le spine, vedendolo roseo e nudo non gli piacque più e se ne lamentò con O. Racolo che, per punirla, le lanciò la maledizione di assumere il colore di qualunque cosa su cui si posasse.

### Guai se oggi Pah-dreh-ther-noh si risveglia
Un tempo gli animali avevano un aspetto diverso da quello attuale: erano molto più grandi e mancavano di una qualche caratteristica principale. In seguito alle loro lamentele, Pah-dreh-ther-noh li accontentò riducendoli di dimensioni e "completandoli". Scim Miotto però si lamentò perché non aveva subito alcun cambiamento e chiese di poter progredire e di cambiare nome in Uoh Moh, cosa che Pah-dreh-ther-noh gli concesse prima di rimettersi a dormire. Da allora Uoh Moh si mise a cambiare il mondo (negli ultimi secoli in peggio) e bisogna sperare che Pah-dreh-ther-noh non si risvegli perché non decida di rifarlo da capo, ma senza scimmie.

### Unicorno e Rino Ceronte
Il mondo era popolato quasi esclusivamente da tartarughe, quando fece la sua comparsa un bellissimo unicorno di nome Rino Ceronte, che giocava con loro in un modo che non gradivano. Ser Pente propose a Rino Ceronte, affinché fosse benvoluto dalle tartarughe, di chiedere a Dio di cambiare il suo aspetto in modo da renderlo più simile al loro. Dio allora trasformò Rino Ceronte in un quadrupede grosso e massiccio, che tuttavia non venne apprezzato dalle tartarughe; al contempo Dio, a cui il vecchio aspetto di Rino Ceronte piaceva, creò un gran numero di cavalli senza corno. Da allora Rino Ceronte se ne sta in mezzo alla savana rimpiangendo la sua passata grazia e agilità.

### Il salto di Dino Sauro
Dino Sauro viveva in una palude ed era orgoglioso delle sue dimensioni, di cui si vantava in continuazione, cosa che dava fastidio al suo parassita Pulce Pulci, che gli dichiarò di essere capace di saltare in proporzione più in alto di lui. Punto sul vivo, Dino Sauro spiccò un enorme salto che, quando ricadde, gli costò la vita.

### Le corna di Cam Mello
Cer Vò desiderava partecipare a un grande ballo di animali provvisti di corna, che all'epoca non aveva, e chiese perciò in prestito quelle di Cam Mello, che sulle prime rifiutò ma alla fine, lusingato, cedette. 
Al ballo, Cer Vò fece colpo su An Tilope grazie alle corna di Cam Mello, che per questo non gli ha più restituito.

### Ti odio, bilancia
Un giorno, quando gli oggetti parlavano, la bilancia di Ippo Potamo si congratulò col suo padrone che era calato di mezzo chilogrammo grazie a una dieta che si era imposto per amore della sua fidanzata Gi Raffa. Ippo Potamo, che sarebbe dovuto calare in tutto mezza tonnellata, si concesse delle scorpacciate per festeggiare il primo, parziale traguardo e così aumentò di ben cinque chili in pochi giorni. Arrabbiato, distrusse la bilancia, che da allora non parlò più.

### E la corona di ghiaccio svanì
Tri Checo era invidioso della corona di Le One e ne desiderava una che palesasse la sua condizione di re del Polo. Si rivolse perciò a Cas Toro, un abilissimo artigiano del legno, pensando che potesse essere altrettanto bravo a cesellare l'oro. Questi si offrì di realizzare una corona di legno, ma Tri Checo la pretese in un materiale nobile. Cas Toro allora realizzò una corona di ghiaccio spacciandola come fatta di diamante. 
Quando Tri Checo si recò in visita da Le One ai Tropici, la corona si squagliò e Le One gli propose di indossare a guisa di diadema un pesce-cintura, cosa che suscitò l'ilarità generale.

### Madre Natura decide di cambiare il mondo
Un tempo, nell'isola Gala Pagos vivevano una donna, Na Tura, e suo marito, Evo Luzione. Evo era uno studioso che riusciva a plasmare la realtà secondo la sua volontà, quasi come fosse uno stregone. Per accontentare sua moglie prima popolò l'isola di mostri (i Dino Sauri), poi li fece in parte estinguere e in parte evolversi in uccelli; ma quando il primo pappagallo urlò a Na Tura "Vecchia megera!", il matrimonio di lei con Evo Luzione si ruppe.

### La bella e la bestia
Ohr Sacchiotto, cercando del miele per la madre Ohr Sah, arrivò in una città ed entrò nel negozio del pellicciaio Ber Toldo. Bella, la figlia di Ber Toldo, s'innamorò di Ohr Sacchiotto a prima vista  e cercò di nasconderlo al padre, che tuttavia lo scoprì. Non avendo il coraggio di ucciderlo, dato che era caro a sua figlia, Ber Toldo lo vendette a degli zingari, mentre Bella fu rinchiusa in una gabbia e iniziò a comportarsi in maniera animalesca, fino a trasformarsi completamente in un'orsa. Ohr Sacchiotto invece diventò un uomo e, quando si ripresentò alla porta di Ber Toldo, non poté far altro che portar via Bella tenendola per il guinzaglio.

## Opere derivate
Dal libro è stato tratto uno spettacolo teatrale per ragazzi scritto e recitato da Fausta Manno e Gianni Silano.

## Edizioni
- Alberto Moravia, Storie della preistoria, illustrazioni di Flaminia Siciliano, Milano, Bompiani, 1982.
- Alberto Moravia, Storie della preistoria, collana Narrativa per la scuola media, Milano, Bompiani, 1982.
- Alberto Moravia, Storie della preistoria, collana Narratori moderni per i giovani, appendice di Sergio Bitossi, Milano, Bompiani, 1984.
- Alberto Moravia, Storie della preistoria, collana I delfini, illustrazioni di Flaminia Siciliano, n. 2, Milano, Bompiani, 1994, ISBN 88-452-3608-0.
- Alberto Moravia, Storie della preistoria, illustrazioni di Flaminia Siciliano, Milano, Fabbri Editori, 1999, ISBN 88-451-7781-5.
- Alberto Moravia, Storie della preistoria, collana I grandi classici della fiaba, illustrazioni di Flaminia Siciliano, prefazione di Antonio Faeti, Milano, Fabbri Editori, 2002.
- Alberto Moravia, Storie della preistoria, collana Tascabili, illustrazioni di Flaminia Siciliano, n. 777, Milano, Bompiani, 2002, ISBN 88-452-4881-X.
- Alberto Moravia, Storie della preistoria, collana BUR ragazzi, illustrazioni di Flaminia Siciliano, Milano, Rizzoli, 2010, ISBN 978-88-17-02947-6.
- Alberto Moravia, Storie della preistoria, illustrazioni di Flaminia Siciliano, prefazione di Antonio Faeti, Milano, Centauria, 2016.
- Alberto Moravia, Storie della preistoria, collana Tascabili, illustrazioni di Flaminia Siciliano, n. 777, Milano, Bompiani/Giunti, 2017, ISBN 978-88-452-9439-6.

### Edizioni parziali
- Alberto Moravia, Tre storie della preistoria, illustrazioni di Flaminia Siciliano, Milano, Emme, 1977.
- Alberto Moravia, Quando Ba Lena era tanto piccola, collana C'era non c'era, illustrazioni di Diana Saputi, n. 15, Teramo, Lisciani & Zampetti, 1978.
- Alberto Moravia, Un miliardo di anni fa..., collana Il cerchio, illustrazioni di Gloria Leonetti, Torino, Stampatori, 1979.
- Alberto Moravia, Cama Leonte diventò verde lilla blu, collana C'era non c'era, illustrazioni di Maria Concetta Mercanti, Teramo-Firenze, Lisciani & Giunti, 1980.